# Abendbrot

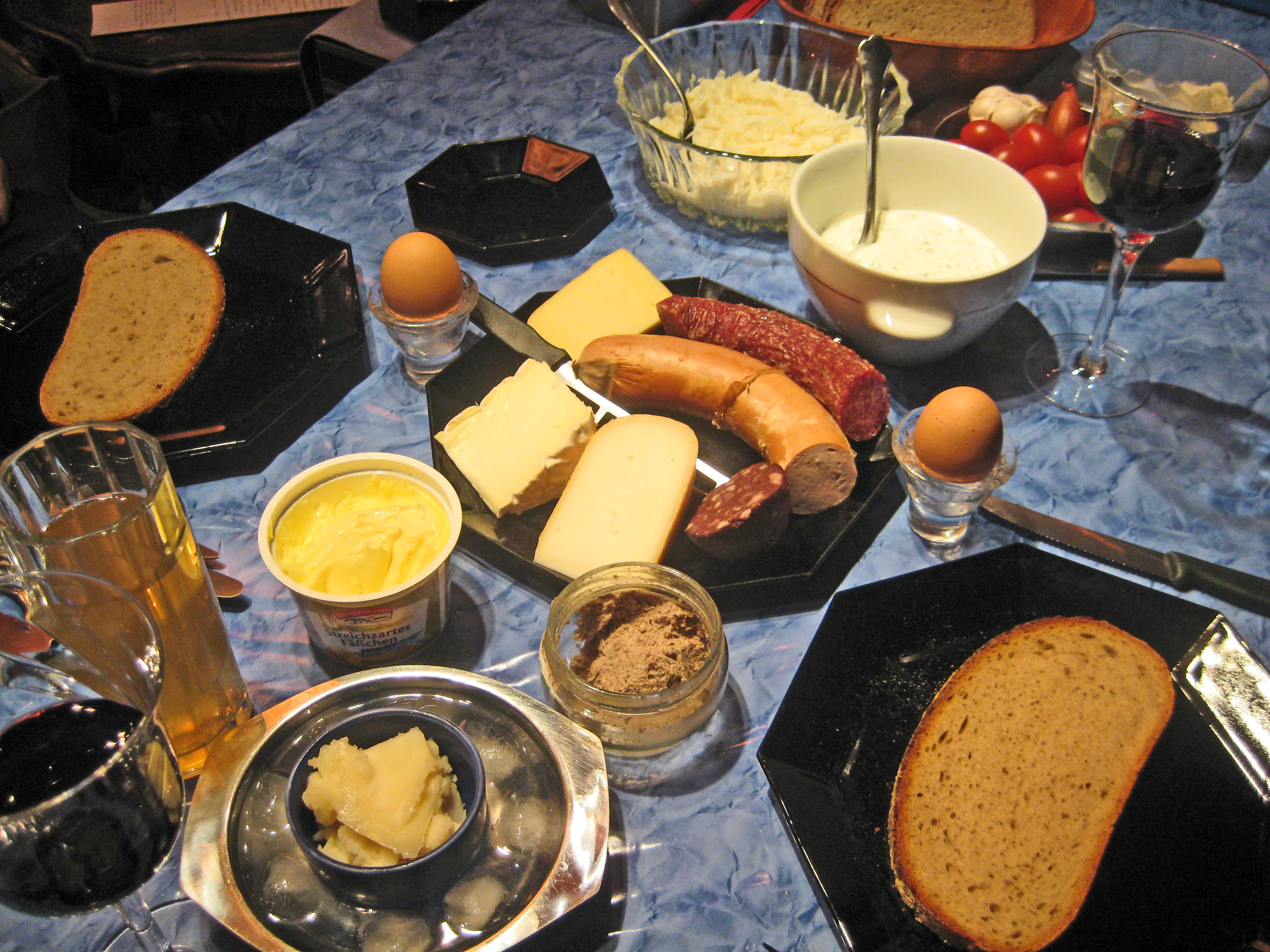
Abendbrot.

Dans la tradition culinaire allemande, le Abendbrot (), (littéralement « pain du soir ») est une variante traditionnelle du dîner.
On retrouve cette tradition culinaire également en Autriche, Nachtmahl ou encore en Suisse alémanique, Nachtessen ; en Suisse romande, il peut être assimilé au café complet.
Ce repas froid est servi le soir, en principe entre 17 h et 19 h, et est composé de pain beurré (Weissbrot, un pain blanc ; le Schwarzbrot, un pain noir ; le Vollkornbrot, un pain aux céréales ou encore le pumpernickel, un pain noir au seigle), de charcuterie, saucisses, salamis et fromages tranchés, poissons fumés ou marinés (harengs), le tout parfois de agrémenté de cornichons sucrés, concombres, radis et tomates, aromates. Ce repas peut être accompagné d'une boisson chaude (café ou thé) ou de bières, voire d'une salade de cervelas et de fruits. Les mets sont posés sur la table et chaque convive confectionne sa tartine avec les ingrédients à disposition sur une planche de bois ou en formica, le Brettchen,,,.
Cette habitude alimentaire repose sur le fait que les Allemands préfèrent un repas léger et froid le soir alors qu'ils consomment un repas chaud et plus dense le midi.